# Enoplognatha puno
Enoplognatha puno är en spindelart som beskrevs av Levi 1962. Enoplognatha puno ingår i släktet Enoplognatha och familjen klotspindlar.
Artens utbredningsområde är Peru. Inga underarter finns listade i Catalogue of Life.